# Maurice Orban

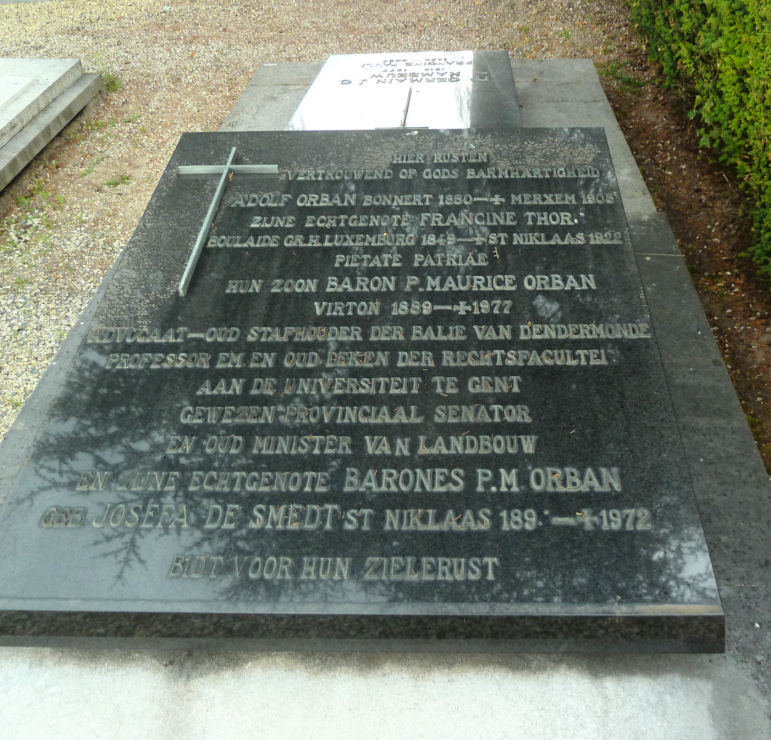
Grafzerk in zwart marmer, Kemzeke

Paul Marie Joseph Maurice Orban (Virton, 4 februari 1889 - Sint-Niklaas, 21 mei 1977) was een Belgisch politicus en minister voor de CVP.

## Levensloop
Orban volgde humaniora aan het college van Dendermonde en promoveerde in 1911 tot doctor in de rechten aan de Katholieke Universiteit Leuven.  Hij schreef zich als advocaat in bij de balie van Dendermonde, waar hij van 1930 tot 1932, van 1942 tot 1944 en van 1960 tot 1962 stafhouder was. In 1925 werd hij docent burgerlijk en grondwettelijk recht aan de Bijzondere Handelsschool aan de faculteit rechten van de Rijksuniversiteit Gent, waar hij van 1932 tot 1958 hoogleraar was. Tijdens de Tweede Wereldoorlog werd hij door de Duitse bezetter geschorst.
In 1919 was hij een van de eerste leden van het dagelijks bestuur van de Katholieke Vlaamsche Landsbond. Hij deelde de Vlaamsgezinde ideeën van Frans Van Cauwelaert en bleef loyaal aan België. Als stafhouder aan de balie van Dendermonde voerde hij in 1931-1932 met succes de strijd voor de vernederlandsing van de rechtbank van koophandel van Sint-Niklaas. Samen met Willy Van Gerven en Emiel Van Haver zorgde hij ervoor dat de Katholieke Partij in de jaren 1930 in Sint-Niklaas een meer Vlaamsgezinde richting inging.
Van 1932 tot 1965 zetelde hij voor de katholieken en daarna de CVP als provinciaal senator voor Oost-Vlaanderen in de Belgische Senaat. Hij was secretaris van de Senaat en werd eveneens lid van de Raadgevende Interparlementaire Beneluxraad. In het begin van zijn loopbaan als senator was hij lid van de Katholieke Vlaamsche Senaatsgroep, waarvan hij de secretaris was. Na de Tweede Wereldoorlog zette hij zich als parlementslid in voor een verzachting van de Repressie en tijdens de Koningskwestie was hij een hevig voorstander van Leopold III. In de jaren 1960 verzette hij zich tegen de overheveling van Komen en Moeskroen naar Wallonië. In 1965 stapte Orban over naar de liberale PVV en in 1968 was hij tegenstander van de splitsing van de KU Leuven.
Bovendien was hij van maart 1947 tot augustus 1950 minister van Landbouw in de regering-Spaak III, de regering-Spaak IV, de regering-G. Eyskens I en de regering-Duvieusart.
In 1972 werd hij als baron in de adelstand verheven.